# Burkholderia pseudomallei

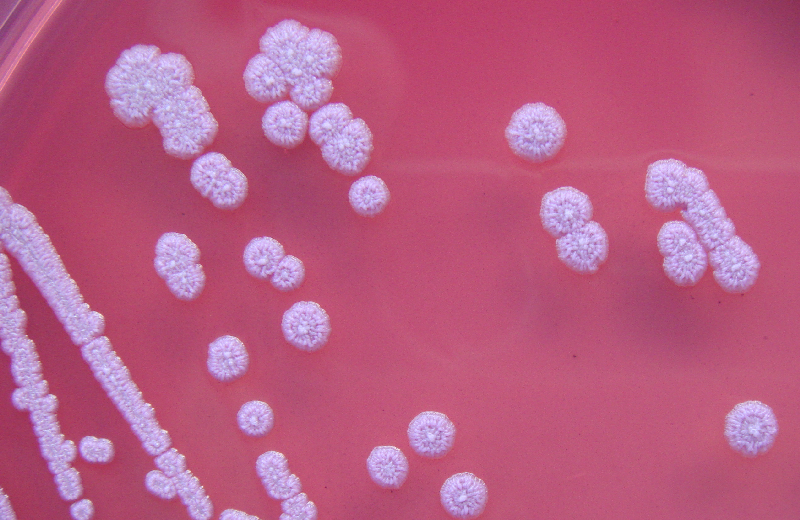
Kolonier av Burkholderia pseudomallei i 5 x förstoring efter 4 dagars odling på Ashdowns agar.

Burkholderia pseudomallei (tidigare en del av släktet Pseudomonas) är en gramnegativ, stavformad bakterie som förekommer i jord och vatten i tropiska områden . B. pseudomallei är aerob och tack vare sin flagell är den rörlig . Bakterien kan också infektera både människor och djur, så som hästar, svin, getter och gnagare med flera, vilket kan leda till sjukdomen melioidos . Sjukdomen uppskattas drabba runt 165000 personer per år, med en dödlighet på runt 50%. Melioidos är associerad med ett brett spektrum av symptom, vilket i många fall gör sjukdomen svår att diagnostisera. Dessutom saknar många utvecklingsländer adekvata diagnostiska verktyg och behandlingen är ofta bristfällig .

## Ekologi
B. pseudomallei förekommer naturligt i jord och vatten i tropiska klimat. För att bakterien skall tillväxa krävs att jorden är fukthållande. En vattenhalt på 15%  är ett gränsvärde för långvarig överlevnad, men den klarar även torrare jordar (10% eller lägre) i kortare perioder . Sedan länge har bakterien varit känd från lerhaltiga jordarter som används vid risodlingar . Normalt finner man bakterien en bit ner i jorden, runt ett djup om 30 cm och bakterien kan då ha en anaerob metabolism . Optimalt pH för tillväxt är 6,5-7,5 men låg tillväxt har noterats ner till pH 4 . I naturen finner man dock oftast bakterien i något sura jordar kring pH 6 . Bakterien tillväxer bäst i temperaturer mellan 37 och 42°C men vissa isolat har visats kunna växa, om än långsamt, i så låga temperaturer som 4°C. Bakterietillväxten är lägre i floder och dammar än i jord, troligen på grund av en lägre näringstillgång. Bakterien verkar också vara saltkänslig då den varken kan överleva i bräckt- eller saltvatten .

### Utbredning
Förekomsten av B. pseudomallei i olika områden och länder grundar sig främst på diagnostiserade fall av melioidos hos djur och människa. Detta är en svaghet då förekomsten av bakterien lätt kan underskattas som en följd av många länders brist på lämpliga diagnostiska verktyg för identifiering av sjukdomen. Dessutom kan infekterade individer sprida bakterien till nya områden. Detta har väckt misstanken om att bakterien är betydligt mer utbredd än vad som idag är känt. Baserat på vissa miljöfaktorer, som temperatur, regnfall och jordarter, uppskattas B. pseudomallei vara utbredd runt hela jorden i områden med tropiskt klimat, från norra Australien och Sydostasien till Mellanöstern, västra Afrika söder om Sahara och södra Afrika till Centralamerika .
B. pseudomallei är speciellt vanlig i norra Australien och Sydostasien där till exempel Thailand sedan läge har en hög rapporterad förekomst. På senare tid har dock bakterien bekräftats i ytterligare länder som Indien, Indonesien, Kina (södra), Hong Kong, Taiwan och Brasilien .

## Patologi
B. pseudomallei kan orsaka ett brett spektrum av sjukdomssymptom . Dessa går vanligen under benämningen melioidos men det finns även flera synonymer, så som Whitmore’s disease och pseudoglanders . Även om diagnosen för sjukdomen på senare tid förbättrats med en sjunkande mortalitet är dödstalet relativt högt, nära 10% i norra Australien. Dessutom skiljer sig mortaliteten mellan olika områden vilket innebär att den på sina ställen kan vara betydligt högre . Det har uppskattats att 165000 (95% sannolikhetsintervall 68000–412000) personer insjuknar globalt per år, med en mortalitet på 89000 (36000–227000) personer .

### Smittovägar
Infektion av B. pseudomallei sker vanligen genom direktkontakt mellan sår och kontaminerad jord eller vatten. Smitta kan även erhållas genom inandning av bakterier via aerosoler, en smittväg som är associerad till extrema väderförhållanden som stormar. Infektion kan också ske via födo- och vattenintag, något som är vanligt bland betande djur men ovanligt bland människor. Zoonotisk smitta, smitta mellan människor samt nosokomial smitta har noterats men är mycket ovanliga . 
De flesta människor som lever i områden där B. pseudomallei förekommer naturligt har antikroppar mot bakterien. Det har visat sig att dessa vanligen utvecklas tidigt i livet i och med en, i de flesta fall, symptomfri infektion . 
Bland de vanligaste riskfaktorerna för att utveckla sjukdom ingår diabetes, överkonsumtion av alkohol, kronisk njursjukdom, kronisk lungsjukdom, hjärtsjukdom och åldrar över 50 år. Dessutom infekteras betydligt fler personer under regnperioder än torrperioder. Friska människor drabbas mer sällan av melioidos och löper dessutom en betydligt mindre risk att dö av infektionen än personer med någon av de ovannämnda riskfaktorerna. Förutsatt att diagnosen fastställs i tid och att rätt behandling ges är alltså risken för att en i övrigt frisk person ska avlida liten. På grund av detta har B. pseudomallei kommit att klassas som en opportunistisk patogen .

### Symptom
Melioidos kan orsaka en uppsjö av symptom. Bland de vanligen förekommande ingår lunginflammation, infektion i genitalier och urinvägar samt hudinfektioner i form av svårläkta sår. Andra symptom är ben- och ledinflammation samt hjärnhinne- och hjärninflammation. B. pseudomallei kan också orsaka varbölder i olika organ så som prostatan, levern, mjälten, njurarna, muskler och hjärnan. Bakteriemi är mycket vanligt förekommande. I en studie från 1989 och tjugo år framåt i Darwin, Australien kunde man finna bakterien i blodet hos över hälften av alla 540 patienter som diagnostiserats med melioidos. Cirka en tredjedel av patienterna med B. pseudomallei i blodet utvecklade septisk chock som också var den vanligaste dödsorsaken vid melioidos i studien .
Inkubationstiden är normalt 1-21 dagar med ett medelvärde på 9 dagar . Det kan dock dröja betydligt längre tid än så. Ett omnämnt fall rör en man som under andra världskriget tros ha exponerats för B. pseudomallei i Thailand då han togs som krigsfånge av japanerna. 62 år senare, efter ett hundbett drogs han med ett svårläkt sår. Detta kunde senare kopplas till B. pseudomallei som troligen legat latent i mannens kropp utan att tidigare orsakat sjukdom. Man kunde emellertid inte helt säkert utesluta att det skulle kunna ha rört sig om ett återfall . Återfall förekommer och beror då i de flesta fall på att behandlingen varit otillräcklig .
Sjukdomen kan klassificeras som antingen akut eller kronisk. Akuta infektioner är vanligast och innebär att sjukdomssymptomen inte varar längre än 60 dagar. Kroniska infektioner innebär att symptomen håller i sig under mer än 60 dagar men dödsfall är ovanliga jämfört med den akuta infektionen .

### Diagnostisering
En snabb diagnostisering är viktig för att i tid kunna sätta in en lämplig behandling och på så sätt minska dödligheten i sjukdomen . Dessvärre är diagnostiseringen av melioidos många gånger svår. Speciellt svår är diagnostiseringen vid importerade fall av melioiodos, d.v.s. till områden där B. pseudomallei inte förekommer naturligt och sjukvårdspersonal därmed är oerfarna av sjukdomen. De många symptomen kan misstas för andra infektioner som till exempel tuberkulos .  
Den mest vedertagna metoden för diagnostisering av melioidos är isolering av bakterien från blod-, urin- eller varprover genom odling på selektiva odlingsplattor . Bakterien bildar vid odling släta kolonier som med tiden blir karakteristiskt rynkiga och torra liknande tusenskönor. Det finns dock flera problem med denna metod. Ett problem är att den är tidskrävande och kan ta flera dagar . Ett annat problem är att den har en bristande sensitivitet vilket medför risken att bakterien inte identifieras trots att personen är infekterad. Detta orsakar också problem vid utvärderingen av alternativa diagnostiseringsmetoder som serologi och ELISA, då korrektheten i dessa ofta värderas mot odling av bakterien. Radiologi kan också fungera som ett stöd i diagnostiseringen av melioidos genom identifiering av karakteristiska varbölder i patientens organ .

### Behandling
Melioidosis är relativt svårbehandlad. Detta beror bland annat på att B. pseudomallei är resistent mot flera antibiotika och att de antibiotika som bakterien är mottaglig för kräver långa kurer för att undvika återfall . Behandlingen inleds vanligen med en intravenös tillförsel av antibiotika under cirka 10-14 dagar. Detta följs sedan upp med oral tillförsel under 3-6 månader. Inte sällan kombineras också flera olika sorters antibiotika samtidigt .
Behandlingen kan också innefatta kirurgiska ingrepp som till exempel dränering av varbölder i prostatan, mjälten och levern 
Några fungerande vaccin finns ännu inte. Men det finns flera som försöker utveckla effektiva vaccin mot B. pseudomallei .

## Virulensfaktorer
Flera virulensfaktorer har identifierats hos B. pseudomallei. Däribland räknas olika enzymer som proteaser, lipaser och hemolysiner vilka bryter ner vävnader hos värden, förmågan att aktivt pumpa ut t.ex. antibiotika ur cellen vilket gör infektionen extra svårbehandlad och förmågan till bildande av biofilm vilket gör bakterien mer resistent mot antibiotika och det humorala immunförsvaret .
Man har också identifierat ett toxin, BLF1 (Burkholderia lethal factor 1) som inhiberar proteinsyntesen i humana celler. Toxinet har visats vara mycket potent och orsakar dödsfall hos möss. Genetiskt modifierade bakterier som fått sin BLF1-gen förstörd hade en betydligt lägre förmåga att orsaka dödsfall hos möss vilket betonar vikten av toxinets effekt . 
Om immunförsvaret hos den infekterade patienten brister kan bakterien också hinna kolonisera dess celler och utnyttja dessa som ”skyddsrum” där de kan överleva en längre tid. Detta på grund av att många komponenter i immunförsvaret endast finns extracellulärt, d.v.s utanför cellerna. Ett sådant exempel är antikroppar, vilka är viktiga för ett effektivt immunsvar. Dessutom kan cellerna vara delvis ogenomsläppliga för antibiotika . 
Cellerna i kroppen är ofta skyddade av ett slemlager. Detta kan dock B. pseudomallei ta sig igenom tack vare sin flagell med vilken den kan röra sig. Väl framme vid cellens yta kan bakterien med hjälp av utskott kallade pili fästa vid speciella receptorer. Dessa receptorers uppgift är att styra upptag av större molekyler och partiklar som cellen behöver, via endocytos. Bakterien kan alltså ”lura” cellen att ta upp den trots att den är skadlig. Väl inne i cellen kan bakterien replikera och därmed ge upphov till fler bakterier. Den kan också orsaka cellsammansmältning mellan den infekterade cellen och andra närliggande celler. På så vis kan bakterien spridas utan att behöva lämna den intracellulära miljön och undviker därmed att utsättas för den extracellulära miljön i vilken immunförsvaret är mer omfattande. Den intracellulära koloniseringen gör det även möjligt för bakterien att ligga latent i cellerna för att vid ett senare skede orsaka sjukdomssymptom .